# Jamaica en los Juegos Paralímpicos de Tokio 2020
Jamaica estuvo representada en los Juegos Paralímpicos de Tokio 2020 por cuatro deportistas, dos hombres y dos mujeres. El equipo paralímpico jamaicano no obtuvo ninguna medalla en estos Juegos.